# Kanada i olympiska sommarspelen 1968
Kanada deltog med 139 deltagare vid de olympiska sommarspelen 1968 i Mexico City. Totalt vann de en guldmedalj, tre silvermedaljer och en bronsmedalj.

## Medaljer

### Guld
- Tom Gayford, Jim Day och Jim Elder - Ridsport, hoppning.

### Silver
- Ralph Hutton - Simning, 400 m frisim.
- Elaine Tanner - Simning, 100 m ryggsim.
- Elaine Tanner - Simning, 200 m ryggsim.

### Brons
- Angela Coughlan, Marilyn Corson, Elaine Tanner och Marion Lay - Simning, 4 x 100 m frisim.